# Textilchemikalien
Als Textilchemikalien oder Textilhilfsmittel werden alle anorganischen oder organischen Chemikalien bezeichnet, die bei der Gewinnung bzw. Herstellung von Textilfasern über deren Verarbeitung, Veredelung, Ausrüstung und Färbung bis zur Konfektionierung sowie der Fertigwarenpflege von Textilien verwendet werden. Eine scharfe Trennung zwischen Textilhilfsmitteln und anderen in der Textilindustrie alltäglich benutzten Chemikalien lässt sich allenfalls zwischen Textilhilfsmitteln und Farbstoffen ziehen, da erstere nicht direkt zur Farbgebung beitragen.

## Chemikalien bei der Gewinnung bzw. Herstellung von Textilfasern und Textilien
Bei der Herstellung von Textilfasern und der Produktion der aus den Fasern hergestellten Textilien durchlaufen diese eine Vielzahl an Arbeitsschritten bei der auch eine große Anzahl an Chemikalien eingesetzt werden kann.
Zur Herstellung von Chemiefasern werden synthetische Polymere, welche durch Polykondensation, Polyaddition und Polymerisation aus Kohlenwasserstoffen als Monomere gewonnen werden, aber auch natürliche Polymere aus Naturprodukten wie Zellstoff, eingesetzt. Die bekanntesten synthetischen Polymere für Chemiefasern sind Polyester, Polyamid, Polyimid, Polyethylen, Polyurethan, Aramid, bekannte natürliche Chemiefasern sind Viskose und Lyocell.
Bei der Herstellung von Naturfasern werden Chemikalien (Tenside) zum Waschen eingesetzt.
Die Herstellung von Garnen aus den Textilfasern erfordert deren Präparation zur Verbesserung des Gleit- und Haftverhaltens. Dazu kommen zum Beispiel Emulsionen aus nichtionischen, anionischen oder kationischen Tensiden (zum Beispiel aus Fettalkohol- oder Fettaminethoxylaten) oder sulfatierten Pflanzenölen, Stearinseifen, Ester- und Siliconölen zum Einsatz. Bei Naturstoffen wie Wolle sind auch noch Schmälzmittel zur Fettung der Fasern wie zum Beispiel emulgierte Mineralöle, Phosphorsäureester oder Olein (technische Ölsäure) notwendig.
Die entstandenen Garne benötigen eine Schlichtung (Aufbringen eines Schutzfilms zum Glätten und widerstandsfähiger machen gegen mechanische Belastungen) und Vorbehandlung zur Herstellung von Textilflächen. Als Schlichtemittel werden Stärke (oft in oxydativ aufgeschlossener Form), Stärkeether (Carboxymethylstärke), höhere Alkohole, Polyvinylalkohol, Acrylsäure (auch deren Salze und Polyacrylate) oder Cellulosederivate (z. B. Carboxymethylcellulose) eingesetzt. Als Glättungsmittel, welche die Reibung zwischen den Metallnadeln und der Faser beim Wirken und Stricken herabsetzen sollen, dienen emulgierte Weißöle und Paraffine. Bei der Vorbehandlung, zum Beispiel beim Entschlichten, Waschen, Sengen/Gasieren, Bleichen, Laugieren, Karbonisieren und Mercerisieren, werden Enzyme, Tenside (z. B. Fettalkoholsulfat, Alkylsulfonat, Alkylbenzolsulfonat, Tetraalkylammoniumchlorid, Alkylpolyglucosid), Alkalien in Form von Natronlauge (bei Baumwolle) oder Soda (bei Wolle), Komplexbildner zur Maskierung von Schwermetallionen (z. B. Pentanatriumtriphosphat, Natriumnitrilotriacetat, Natriumcitrat, DTPMP), Stabilisatoren zur Unterdrückung von Nebenreaktionen beim Bleichen, Dispergatoren und Bleichmittel (z. B. Wasserstoffperoxid, Persäuren, Natriumchlorit) eingesetzt.

## Färben von Fasern und Textilien
Zur Färbung von Stoffen werden außer den Farbstoffen selbst auch Färbereihilfsmittel eingesetzt. Dazu gehören Farbstofflösemittel und hydrotrope Mittel, die das Auflösen der Farbstoffe im Färbebad unterstützen (wasserlösliche Lösemittel wie Alkohole oder Ester), Dispergiermittel die in Wasser schwer lösliche und unlösliche Farbstoffe in der Schwebe halten und bilden bzw. Dispersionen stabilisieren (grenzflächenaktive Stoffe wie sulfitierte Fettsäureester und -amide, Alkylarylsulfonate und Fettsäureethoxylate), Schutzkolloide die das Ausflocken der Dispersionen verhindern (u. a. Ligninsulfonate und wasserlösliche Polymere wie zum Beispiel Polyacrylate), Netzmittel die die Grenzflächenspannung zwischen dem Textil und der Farbflotte herabsetzen (anionische Tenside eingesetzt wie Alkylsulfate, Alkansulfonate sowie Salze der Sulfobernsteinsäure und der Phosphorsäure), Egalisiermittel zur gleichmäßigen Färbung (Fettsäureester und -amide, Alkylamine und deren ethoxylierte Varianten, Natriumsulfat), Färbebeschleuniger für Polyester mit Dispersionsfarbstoffen und Wolle (schwer lösliche aromatische Kohlenwasserstoffe und Phthalsäureimide) und Nachbehandlungsmittel zur Verbesserung der die Reib-, Nass- oder Lichtechtheit der Farben (quaternäre Ammoniumverbindungen und kationische Formaldehydkondensationsprodukte). Beim Stoffdruck mit Druckpasten kommen auch Verdickungsmittel auf Basis von Stärke, Guar, Tamarinde und deren Derivaten, Alginate (die Natriumsalze der Alginsäure), synthetische Polymere wie Polyacrylate, Methacrylsäurederivate, Maleinsäurederivate und Polyurethane zum Einsatz.
Da die Fasern unterschiedliche chemische und zudem differenzierte physikalische Eigenschaften besitzen, ist es nicht möglich, mit einem Farbstoff alle Faserarten zu färben. Deshalb kommen für jede Faserart unterschiedliche Färbeverfahren und Farbstoffe zum Einsatz, die an den späteren Verwendungszweck und auf den gewünschten Farbton angepasst sind. Wichtige Farbstoffe sind Küpenfarbstoffe zum Färben von Textilien auf Cellulosebasis wie Indigo, Farbstoffe für die Beizenfärbung mit einer Vorbehandlung mit einer Lösung aus Metallsalzen (Chromsalze) und die Farbstoffe zur Entwicklungsfärbung.
Die Einteilung der Farbstoffe geschieht teilweise auf Grund des Gehalts einer bestimmten chromophoren Gruppe (Beispiele sind Azofarbstoffe und Anthrachinonfarbstoffe), teils auf Grund der Zugehörigkeit zu einer bestimmten Grundverbindungsklasse oder dem natürlichen Ursprung (Beispiel sind Pilzfarbstoffe wie Arcyriafarbstoffe oder Dermocybenfarbstoffe und die Indigo-Farbstoffe). Teilweise werden sie auch nach dem Verhalten zur Faser und der anzuwendenden Färbetechnik bezeichnet (Beispiele sind basische oder kationische Farbstoffe, Beizenfarbstoffe, Dispersionsfarbstoffe, Entwicklungsfarbstoffe, Küpenfarbstoffe, Reaktivfarbstoffe, Säurefarbstoffe, Schwefelfarbstoffe, substantive Farbstoffe). Wichtige Farbstoffe sind damit Azofarbstoffe, Schwefelfarbstoffe, Diphenylmethanfarbstoffe, Thiazolfarbstoffe, Triphenylmethanfarbstoffe, Nitrofarbstoffe, Anthrachinonfarbstoffe, Nitrosofarbstoffe, Indigoide Farbstoffe, Chinolinfarbstoffe, Indigosole Acridinfarbstoffe, Chinoniminfarbstoffe, Cyaninfarbstoffe (Azine, Oxazine, Thiazine) und Phthalocyaninfarbstoffe.
Für Cellulosefasern kommen kationische (basische) Farbstoffe, substantive Farbstoffe, Diazotierungsfarbstoffe, Schwefelfarbstoffe, Oxydationsfarbstoffe, Beizenfarbstoffe, Entwicklungsfarbstoffe, Küpenfarbstoffe (Indanthrene), Indigosole (Leukoküpenesterfarbstoffe), Reaktivfarbstoffe und Pigmentfarbstoffe zum Einsatz. Bei Protein- und Polyamidfasern werden kationische (basische) Farbstoffe, substantive Farbstoffe, anionische (saure) Farbstoffe, Chromkomplexfarbstoffe, Chromierungsfarbstoffe, Wollküpenfarbstoffe, Indigosole (Leukoküpenesterfarbstoffe) oder Reaktivfarbstoffe eingesetzt und bei Acetatfasern Dispersionsfarbstoffe.
Bei einigen Färbeverfahren werden auch noch weitere Hilfsstoffe eingesetzt. So beschleunigt ein Säurezusatz und verzögert ein Salzzusatz bei Säurefarbstoffen das Aufziehen. Als Säure setzt man der Färbeflotte verdünnte Schwefelsäure, Essigsäure, Ameisensäure, Weinsäure oder Natriumhydrogensulfat zu, als Salzzusatz kommt Natriumsulfat zur Anwendung.

## Ausrüstung von Fasern und Textilien
Als Ausrüstung (auch Appretur genannt) werden alle Verfahren in der Textilveredelung bezeichnet, mit denen der Nutzen und die Attraktivität von Textilien erhöht werden. Bei der Ausrüstung mit Hilfe chemischer Verfahren kommt eine Reihe von Chemikalien zum Einsatz. So dient das Weichmachen der Erhöhung der Geschmeidigkeit von textilen Materialien, wobei Dispersionen von Fetten, Ölen, Wachsen, Paraffinen, Emulsionen von Silikonölen und Polyethylendispersionen zum Einsatz kommen. Beim Beschweren von Fasern (zum Beispiel von Seide) werden Metallsalze eingesetzt. Dem Füllen und Versteifen zum Beeinflussen des Griffs der Textilien (Beispiel Petticoat) dienen verschiedene Stärken und spezielle Kunstharze (die auch zur Pflegeleicht-Ausrüstung eingesetzt werden) sowie Magnesiumsulfat, Dextrin und Albumin. Beim Hydrophobieren bzw. Imprägnieren, durch den der Stoff wasserabweisend wird, dem Oleophobieren, durch den der Stoff fettabweisend wird und dem Soil-repellant, durch den der Stoff Schmutz abweisend wird, dienen wiederum Fluorcarbonharze und metallsalzhaltige Paraffinemulsionen. Das Hydrophilieren (wird zum Beispiel für Damenstrümpfe oder Miederwaren eingesetzt) macht synthetische Fasern saugfähiger und wird durch Polyacrylate und Polyamidderivate erreicht. Für die Verbesserung der Scheuer- und Abriebfestigkeit (zum Beispiel bei Bett- und Tischwäsche sowie anderen stark beanspruchten Textilien wie z. B. Teppichen) dienen Kieselsäuren und Kunstharze. Für die antistatische Ausrüstung von synthetischen Fasern vor allem Teppichen werden Phosphorsäureester, Kaliumsalze und niedermolekulare Carbonsäuren (z. B. Kaliumformiat) eingesetzt. Bei Filzfrei-Ausrüstung, die Textilien aus Schurwolle oder wollreiche Mischungen waschmaschinenfest macht, werden wiederum Polyamid-Überzüge und Enzyme (Proteasen) eingesetzt. Dem optischen Aufhellen und der Vermeidung von Vergilben bzw. Vergrauen von empfindlichen Textilien dienen Triazinylflavonate und Stilbenderivate. Antimikrobielle Ausrüstung verhindert die Vermehrung von Mikroorganismen, was beispielsweise bei Markisen oder Zeltstoffen eingesetzt wird, wird häufig durch Tetraalkylammoniumverbindungen erreicht. Dem Fraßschutz bzw. Repellent gegen Motten (das Wollsiegel zum Beispiel verlangt eine mottensichere Ausrüstung) oder Teppichkäfer dienen zum Beispiel Pyrethroide, gegen Pilze Fungizide. Die Pflegeleicht-Ausrüstung verändert Baumwoll- und Baumwollmischgewebe dahingehend, dass sie wasch- bzw. waschmaschinenfest, leicht zu bügeln, knitterarm, formstabil sind und schnell trocknen, wozu Vernetzer wie zum Beispiel Dimethyloldihydroxyethylenharnstoff eingesetzt werden. Der flammhemmenden Ausrüstung dient die Behandlung mit halogen- oder phosphorhaltigen Hilfsmitteln oder Mineralsalzen, der Einsatz von Chlor- oder bromhaltigen Flammschutzmitteln wie Hexabromcyclododecan, Decabromdiphenylether und Chlorparaffine, aber auch Mittel auf Basis von rotem Phosphor und Ammoniumpolyphosphate. Beschichtet man Textilien mit Cyclodextrinen, können wiederum Gerüche gemindert werden. Die Krumpffreiausrüstung (verhindern von Schrumpfen, Einlaufen oder Eingehen) wird neben mechanischen und physikalischen Verfahren auch durch Einlagerung von Kunstharzen und früher auch durch Chlorung zwecks Vernetzung erreicht.

## Beispiele für Textilchemikalien

### Anorganische Textilchemikalien
Als Textilchemikalien werden eingesetzt:
- Natriumchlorid, Natriumhydrogensulfat und Natriumsulfat beim Färben
- Magnesiumsulfat in der Appretur
- Natriumsulfid und Natriumdithionit als Reduktionsmittel für Küpenfarbstoffe und Schwefelfarbstoffe
- Aluminiumsalze für die Wasserdichtausrüstung
- Natriumchlorit, Natriumhypochlorit und Wasserstoffperoxid in der Bleicherei
- Ammoniak, Natronlauge und Schwefelsäure in Färbe- und Veredlungsprozessen.

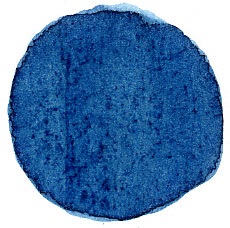
Indigo, natürlich

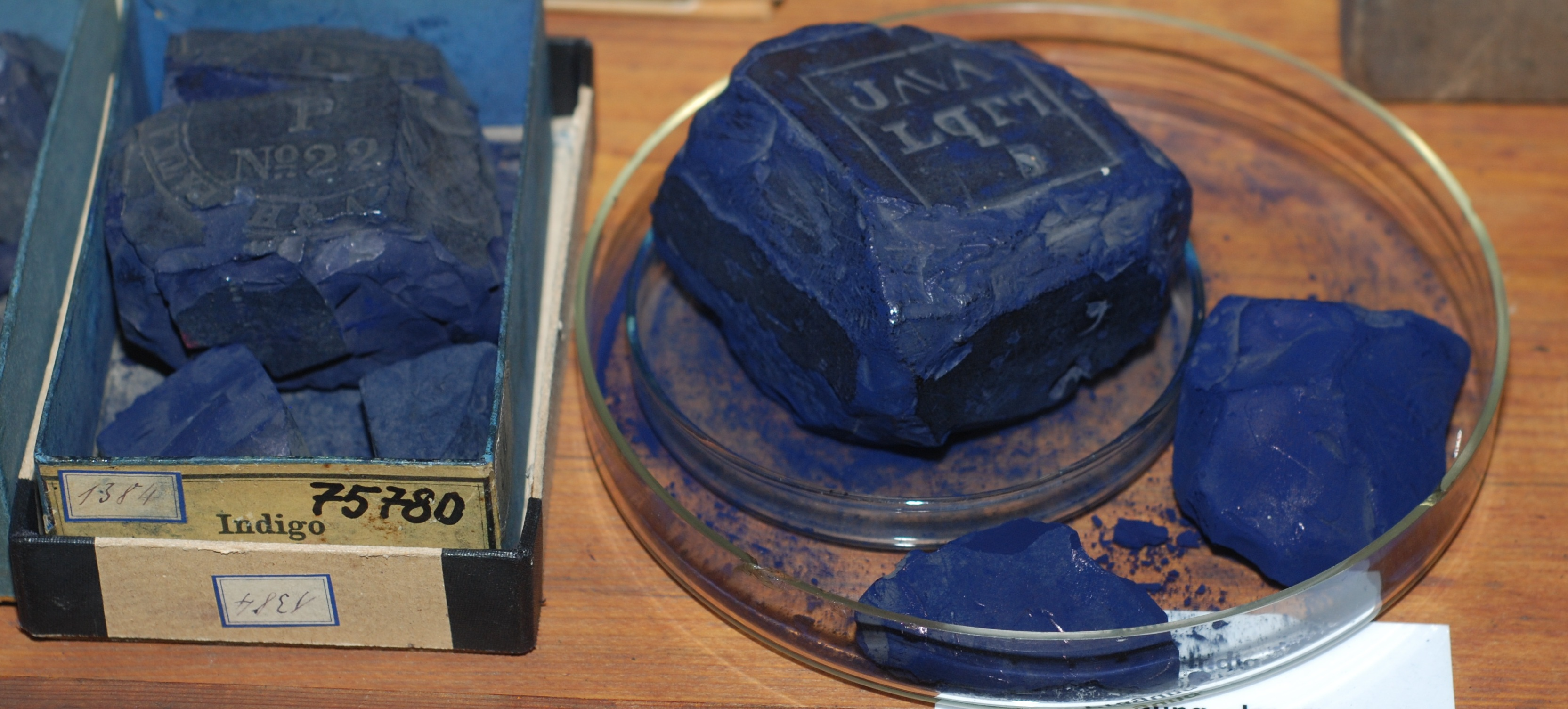
Indigo (Historische Farbstoffsammlung der TU Dresden)

### Organische Textilchemikalien
Organischen Säuren wie Ameisensäure und Essigsäure werden in Färbe- und Veredlungsprozessen eingesetzt. Monopolbrillantöl ist ein aus Rizinusöl durch Sulfatierung und Verseifung  gewonnenes flüssiges organisches Textilhilfsmittel.
Die meisten Textilfarbstoffe sind organischen  Chemikalien, z. B. aus der Gruppe der Triphenylmethan-Farbstoffe. Weitere Farbstoffgruppen sind:
- Indigoide Farbstoffe (z. B. Indigo, ein Naturfarbstoff, der auch synthetisch hergestellt werden kann)
- Anthrachinon-Derivate
- Anthrathrone, Pyranthrone und Violanthrone
- Perinone
- Perylene
- Schwefelfarbstoffe
- Xanthenfarbstoffe
- Azinfarbstoffe (z. B. Mauveine)

## Gesundheitliche Gefahren
Rund 8000 Chemikalien kommen in der Produktion von Textilien zum Einsatz, die zum Teil giftig und krebserregend sind. In manchen Produktionsstätten wurde auch eine deutlich erhöhte gesundheitsschädliche Exponierung der Mitarbeiter mit ebendiesen festgestellt.
Die meisten Textilhilfsmittel werden lediglich zur Produktion der Textilien eingesetzt und bereits während des Herstellungsprozesses wieder ab- bzw. herausgewaschen. Im Idealfall verbleiben lediglich die Ausrüstungschemikalien, sowie die Farbstoffe im Endprodukt, es wurde jedoch verbleibende Chemikalien aus dem Herstellungsprozess gefunden. Verbraucherschützer raten deshalb von Kleidung ab, deren Pflegehinweise Sätze wie „Bitte separat waschen“ oder „Färbt ab“ enthalten. Denn dann verliert das Kleidungsstück auch beim Tragen Farbe, nicht nur beim Waschen.
Textilien gehören in Deutschland zu den Bedarfsgegenständen, deren Herstellung, Vertrieb und Verkauf die Bedarfsgegenständeverordnung regelt. Sie verbietet Gegenstände herzustellen, zu behandeln oder zu vermarkten, sofern sie die Gesundheit schädigen, zum Beispiel wenn toxikologisch wirksame Stoffe darin enthalten sind. Für Textilien ist ausgeführt, das diese keine Azofarbstoffe enthalten dürfen, die in krebserzeugende aromatische Amine aufgespalten werden können. Von den etwa 3000 Azofarbstoffen sind etwa 120 von diesem Verbot betroffen. Azofarbstoffe können über die Haut in den Körper gelangen und sind dann gefährlich, wenn sie gespalten werden – dann können krebserregende aromatischen Amine entstehen; man kann sie weder riechen noch sehen. Eine Folge kann Harnblasenkrebs sein. Azofarbstoffe, die mindestens ein krebserregendes Amin enthalten, werden in der EU mittlerweile nicht mehr eingesetzt. Auch importierte Waren, z. B. aus China, dürfen nicht mehr mit diesen Chemikalien gefärbt sein. Stichproben sollen die Verbraucher schützen.
Fettlösliche Verbindungen wie Dioxine oder die polychlorierten Biphenyle (PCB) lagern sich im Körperfett ab und bleiben dort lange gespeichert. In Tests fanden sich in Kleidungsstücken immer wieder Pentachlorphenol (PCP). Dieser chlorierte Kohlenwasserstoff ist seit 1989 in Deutschland verboten, kommt aber in Indien, China, Frankreich oder den USA zum Einsatz – unter anderem, um Kleidungsstücke auf den langen Transportwegen vor Schimmel zu schützen. PCP kann die sogenannte Chlorakne auslösen, Nerven schädigen und Krebs erregen. Vergiftungen äußern sich mit Kopfschmerzen, Schwindel und Fieber.
Zu beachten ist, dass auch natürliche Stoffe wie das in Rohseide vorkommende Seidenbastprotein Sericin in seltenen Fällen bei sensibilisierten Personen allergische Reaktionen auslösen können.
Viele früher verwendete Textilchemikalien sind heute in industrialisierten Ländern verboten; gleichwohl werden sie in Entwicklungsländern und Schwellenländern nach wie vor verwendet. Greenpeace begann im Juli 2011 die Kampagne Detox, um Textilanbieter von der Anwendung solcher Chemikalien abzubringen. Große Firmen wie Puma, Nike, Adidas, H&M und C&A haben auf Druck der Kampagne inzwischen Selbstverpflichtungen unterschrieben, bis 2020 auf gefährliche Stoffe zu verzichten.